# 葡萄牙士姑度

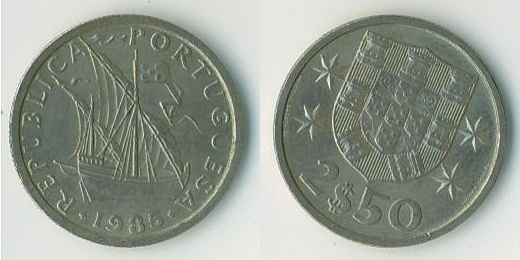
士姑度硬幣

葡萄牙士姑度（葡萄牙語：escudo português）是葡萄牙於1911年取代雷亞爾（real）到2002年被歐元取代前的流通貨幣。貨幣代碼 PTE。輔幣單位為分，1士姑度=100分。1歐元=200.482士姑度。